# Tempo d'estate
Tempo d'estate (Summer Madness o Summertime) è un film del 1955 diretto da David Lean.

## Trama
Jane Hudson è una donna americana non più giovanissima che arriva in estate a Venezia per una vacanza. La donna è entusiasta del paesaggio, tanto che filma tutto, anche l'arrivo in treno. Sul traghetto che porta dalla stazione alla città, incontra i signori Mcllhenny, americani anch'essi, che stanno girando l'Europa. Per combinazione, abiteranno tutti alla pensione Fiorini. Qui Jane si trova una stanza con terrazzino e una vista mozzafiato su Venezia e la laguna. Inizia così la vacanza, girando per la città e filmando tutto e tutti. Essendo sola, però, ogni tanto si trova malinconica e triste. Un giorno, seduta a un tavolino di piazza San Marco, si accorge di essere osservata da un uomo affascinante seduto poco distante e turbata si allontana in fretta. Poco dopo entra in un negozio di antiquariato per acquistare una coppa di vetro, ed il negoziante è lo stesso uomo. Sempre più turbata, si fa accompagnare da Mauro (un ragazzino che vive di espedienti) nei dintorni del negozio ed inavvertitamente, cade in acqua. Tornata alla pensione, viene raggiunta dall'antiquario che inizia a farle la corte. Affascinata, la donna cede alle lusinghe di Renato de Rossi e inizia a uscire con lui, continuando a frequentarlo anche quando scopre che lui è sposato ma separato. Infine, temendo il logorio del rapporto, parte per tornare in America, con questo stupendo ricordo di un amore estivo.

## Curiosità
È noto che a causa della scena in cui Katherine Hepburn cadde nell'acqua di un canale a Campo San Barnaba a Venezia, la stessa contrasse un'infezione agli occhi, la quale infezione l'attrice si portò dietro per il resto della sua esistenza. La scena fu girata per tre volte e i passanti che la videro cadere non ne furono impressionati poiché la Hepburn era un'ottima nuotatrice e ne erano stati informati.
L'attrice poi dichiarò che non aveva paura ma che se avesse saputo prima quanto fosse stata tossica l'acqua ne avrebbe avuta e,comunque,non avrebbe permesso ad una controfigura di sostituirla.

## Colonna sonora
La colonna sonora di Alessandro Cicognini rielabora canzoni popolari italiane come "Sul mare luccica (Santa Lucia)". Vi sono anche brani di Gioachino Rossini.

## Premi e candidature
- Premi Oscar 1956
  - Candidatura alla miglior attrice a Katharine Hepburn
  - Candidatura al miglior regista a David Lean
- Premi Bafta 1956
  - Candidatura al miglior film
  - Candidatura alla miglior attrice protagonista a Katharine Hapburn
- NYFCC Award 1955
  - NYFCC al Miglior regista a David Lean